# Алексије Апокавк
Алексије Апокавк (грчки: Ἀλέξιος Ἀπόκαυκος; умро 1345.) је био византијски државник и војсковођа (мегадукс) током владавина Андроника III Палеолога и Јована V Палеолога. Учесник је грађанског рата у Византији вођеног од 1341. до 1347. године.

## Младост
Рођен је крајем 13. века у Битинији. Био је скромног порекла. Студирао је код Теодора Хиртакена и постао порески службеник. Од 1320. године управља соланом да би узнапредовао до позиције доместика схоле Запада. Апокавк даље напредује и 1321. године бива именован паракоимоменом. Био је укључен у заверу, заједно са Сигријаном Палеологом и Теодором Синадином, против цара Андроника II Палеолога коју је организовао његов унук, Андроник III. Након доласка на власт Андроника Млађег, Јован Кантакузин, његов главни помоћник у грађанском рату, постао је његов главни министар док је Апокавк награђен Кантакузиновим позицијама: мезасон (начелник царског секретаријата) и министар финансија. Ове позиције донеле су му значајно богатство које је искористио да изгради утврђену торањ-кућу у близини данашњег Силиврија у северозападној Турској, на обалама Мраморног мора. Непосредно пред смрт цара Андроника, Апокавк је награђен положајем мегадукса. Поверена му је команда над византијском морнарицом. Опремање флоте платио је из свог џепа, укупно око 100.000 перпера.

## Грађански рат
Након смрти цара Андроника појављују се две фракције. Прва је подржавала Јована Кантакузина. Његове присталице углавном су били локални владари у Македонији и Тракији. Друга фракција је била на страни патријарха Јована V и Анроникове удовице Ане. Кантакузин није тражио престо већ само регентство на основу својих блиских односа са умрлим царем. На његову страну стале су и цариградске трупе. Положај му је, међутим, нагло ослабљен након што је Апокавк стао на страну Ане Савојске. Његова дужност, као команданта флоте, била је да брани Дарданеле од напада Турака. Он је, међутим, намерно дозволио да Турци пређу у Европу како би угрозио Кантакузинов положај у Тракији. Такође је покушао и да киднапује младог цара Јована V, али му то није пошло за руком те је морао побећи у своју утврђену кућу на обали Мраморног мора. По повратку у Цариград, Кантакузин је, уместо да Апокавка лиши свих функција, опростио свом непријатељу. Апокавк се могао вратити у престоницу док је Кантакузин поново кренуо на запад у рат. По повратку се Апокавк удружио са патријархом и утамничио Кантакузинову породицу и пријатеље. Кантакузинова сестра Теодора умрла је у тамници. Патријарх је проглашен регентом малолетног цара док је Ана Савојска именовала Апокавка перфектом Цариграда (епархом). Кантакузин се у Дидимотици октобра 1341. године прогласио за цара, а новембра исте године је за цара крунисан и Јован Млађи. Два крунисања означила су почетак грађанског рата који ће у Византији трајати до 1347. године. Аристократија и имућна класа подржавали су Кантакузина док су на страни Апокавка, Ане, патријарха и младог цара били припадници средње и ниже класе, пре свега трговци, морнари и сл. Сукоб је имао и религијски карактер. Исихасти су подржали Кантакузина.
Неколико дана након Кантакузиновог крунисања, становници Адријанопоља побунили су се против аристократије. Апокавк јер послао свог млађег сина Манојла као гувернера града. У Солуну се одвојила група Зилота, непријатељски настројена према Кантакузину. Апокавк је у Солун као гувернера послао свог старијег сина, Јована Апокавка. У првим годинама рата ствари су се одвијале лоше по Кантакузина који је приморан да побегне српском краљу Стефану Душану. Емир Ајдина, Умур Бег пружио је Кантакузину помоћ чиме се ситуација преокренула. Уз подршку Стефана Душана, Кантакузин је повратио велики део Македоније и, упркос неуспешним нападима на Солун, успео је, уз помоћ турских савезника, овладати Дидимотиком у Тракији. Апокавка постепено напуштају присталице. Његов син Манојло је побегао из Једрена и пришао Кантакузину.
Апокавк је почетком 1345. године одбио понуду помирења коју су му донела два фрањевца. У покушају да ојача своју моћ, започео је са проскрипцијама у Цариграду и изградио нов затвор за политичке затворенике. Апокавк је 11. јуна 1345. године одлучио да посети нови затвор без пратње свог телохранитеља. Затвореници су га линчовали, а глава му је одсечена и забијена на стуб. Затвореници су веровали да ће убиством Апокавка издејствовати помиловање. Ана је, међутим, била шокирана. Апокавкови морнари добили су дозволу да освете свога лидера. Као резултат тога су сви затвореници, око 200 њих, побијени иако су неки покушали да се склоне у оближњи манастир. Цариградско регентство је Апокавковом смрћу практично обезглављено, али не и потпуно поражено. Кантакузин је коначну победу однео тек две године касније.

## Породица
Алексије Апокавк је имао два брата: Јована и Нићифора. О њима се врло мало зна. Алексије се два пута женио. Прва Апокавкова жена била је ћерка свештеника из Аја Софије, Дисхипатоса. Са другом се оженио око 1341. године. Била је рођака мегас стратопедархеса Ђорђа Хумноса. Имао је петоро деце, троје из првог и двоје из другог брака:
- Јован Апокавк, гувернер Солуна, убијен 1345. године[30].
- Манојло Апокавк, гувернер Адријанопоља, прибегао Кантакузину 1344. године[31].
- Неименована ћерка, удата најпре за протостратора Андроника Палеолога, а потом за севастократора Јована Асена[1].
- Неименована ћерка, удата 1341. године за сина патријарха Јована[32].
- Неименована ћерка, удата 1341. године за сина једне од слушкиња царице Ане[33].